# Massimo Bonomi
Massimo Bonomi (nascido em Brescia, 22 Junho 1967) é um ex jogador de rugby union da Itália e agente esportivo. Ele jogou como centro.
Bonomi jogou pelo Rugby Brescia (1985/86-1989/90), Amatori Rugby Milano (1990/91-1997/98), onde ganhou 4 titulos do campeonato Italiano, (1990/91, 1992/93, 1994/95 e 1995/96) e a Copa da Italia, 5 vezes, em 1994/95, sendo um jogador chave do time, Amatori Calvisano (1998/99-2002/03), e Poncarale (2003/04-2006/07), onde encerrou a sua carreira aos 40 anos de idade.
Bonomi teve 34 convocações pela Itália entre 1988 e 1996, marcando 6 tries, 5 conversões, 13 penais e 5 drop goals, 93 pontos ao todo. Ele jogou na Copa do Mundo de Rugby Union de 1991 em 2 jogos, marcando um try na derrota para a Nova Zelândia por 31 x 21 e em um jogo da Copa do Mundo de Rugby Union de 1995.